# Largo ai Vedovi Neri
Largo ai Vedovi Neri (More Tales of the Black Widowers) è un'antologia di racconti gialli del 1976 di Isaac Asimov, la seconda delle sei che raccoglie le storie dedicate ai Vedovi Neri. 
La raccolta venne pubblicata per la prima volta nel 1976, mentre i racconti erano già apparsi sulle riviste Ellery Queen's Mystery Magazine e The Magazine of Fantasy and Science Fiction. È stata pubblicata in italiano nel 1982 col titolo Largo ai Vedovi Neri e ripubblicata come Dodici casi per i Vedovi Neri nel 2007.

## Elenco dei racconti
- Non c'è chi lo perseguiti o Se nessuno lo insegue
- Più svelto dell'occhio
- La gemma di ferro
- I tre numeri
- Mancato assassinio
- Vietato fumare
- Buone Feste!
- Il solo e unico Est
- La Terra è tramontata
- Venerdì 13
- L'edizione integrale
- Il delitto ultimo

## Edizioni
- Isaac Asimov, Largo ai Vedovi Neri, collana Biblioteca Universale Rizzoli, Rizzoli, 1982.
- Isaac Asimov, Largo ai Vedovi Neri, Oggi (su licenza Rizzoli), 1984.
- Isaac Asimov, Dodici casi per i Vedovi Neri, traduzione di Wanda Ballin e Isabella Zani, Minimum fax, 2007,  p. 280, ISBN 978-88-7521-130-1.